# Галенко, Иван Васильевич
Иван Васильевич Галенко (28 октября 1924, хутор Верхняя Кадамовка, Северо-Кавказский край — 24 мая 1989, Октябрьский район, Ростовская область) — командир отделения 93-й отдельной гвардейской разведывательной роты (88-я гвардейская стрелковая дивизия, 8-я гвардейская армия, 1-й Белорусский фронт), гвардии сержант; полный кавалер ордена Славы.

## Биография
Иван Васильевич Галенко родился на хуторе Верхняя Кадамовка Шахтинско-Донецкого округа Северо-Кавказского края (в настоящее время Октябрьский район Ростовской области) в крестьянской семье. Окончил 7 классов школы, работал в колхозе.
В войну временно находился на оккупированной территории. С освобождением Ростовской области Шахтинским райвоенкоматом в марте 1943 года был призван в ряды Красной армии. Со 2 августа 1943 года на фронтах Великой Отечественной войны.
Служил наводчиком противотанкового ружья, был ранен. При прорыве обороны противника в Турийском районе Волынской области возле села Видуты 18 июля 1944 года гвардии сержант Галенко связкой гранат уничтожил огневую точку противника, мешавшую подразделению продвигаться вперёд. Приказом по 88-й гвардейской стрелковой дивизии от 11 августа 1944 года он был награждён орденом Славы 3-й степени.
В ночь на 5 октября 1944 года возле населённого пункта Гаць в Мазовецком воеводстве, командир отделения пешей разведки гвардии сержант Галенко возглавил левую группу прикрытия при захвате контрольного пленного. Скрытно пробрался к траншее слева и, при появлении солдат противника, автоматным огнём и гранатами отсёк противника и не дал ему приблизиться к объекту поиска, чем обеспечил успех операции. Приказом по 8-й гвардейской армии от 12 ноября 1944 года он был награждён орденом Славы 2-й степени.
25 апреля 1945 года командир отделения гвардии сержант Галенко одним из первых ворвался в предместье Берлина — Букков. Противотанковой гранатой уничтожил автомобиль с боеприпасами, захватил в плен 13 солдат противника. Указом Президиума Верховного Совета СССР от 15 мая 1946 года он был награждён орденом Славы 1-й степени.
В 1947 году гвардии старшина Галенко демобилизовался. Вернулся на родину, работал механизатором Сидорово-Кадамовской машинно-тракторной станции. За трудовые заслуги был награждён орденом «Знак Почёта». 6 апреля 1985 года в ознаменование 40-летия Победы он был награждён орденом Отечественной войны 1-й степени.
Скончался Иван Васильевич Галенко 24 мая 1989 года.